# Shin Byeong-cheol
Shin Byeong-cheol (kor. 신병철 ;ur. 31 stycznia 1992) – południowokoreański zapaśnik walczący w stylu klasycznym. Zajął 23. miejsce na mistrzostwach świata w 2021 roku. 
Dziewiąty na igrzyskach azjatyckich w 2022. Siódmy na mistrzostwach Azji w 2023. Brązowy medalista wojskowych MŚ w 2016 roku.
Absolwent Korea National Sport University z Seulu. 